# 京セラ前駅
京セラ前駅（きょうセラまええき）は、滋賀県東近江市川合町にある近江鉄道本線（水口・蒲生野線）の駅である。駅番号はOR28。

## 歴史
電子部品・電気機器メーカーの京セラが滋賀八日市工場への従業員の通勤の利便性を目的として駅の設置を近江鉄道に要望したことで設けられた駅であり、1991年（平成3年）3月16日に開業した。なお、京セラ滋賀蒲生工場（※開設時は「京セラ滋賀工場」）は1963年（昭和38年）5月に、京セラ滋賀八日市工場は1980年（昭和55年）8月にそれぞれ開設された。
- 1991年（平成3年）3月16日：開業[1]。

## 駅構造

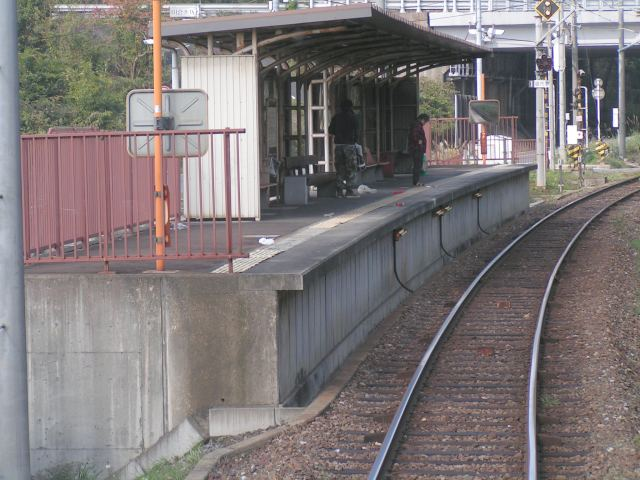
ホーム（2005年10月、列車内から）

単式ホーム1面1線を有する地上駅であり、無人駅となっている。

## 利用状況
近年の一日平均乗車人員の推移は下記のとおり。(東近江市統計書より)
| 年度               | 一日平均 乗車人員 |
| ------------------ | ----------------- |
| 2002年（平成14年） | 36                |
| 2003年（平成15年） | 31                |
| 2004年（平成16年） | 33                |
| 2005年（平成17年） | 31                |
| 2006年（平成18年） | 29                |
| 2007年（平成19年） | 32                |
| 2008年（平成20年） | 32                |
| 2009年（平成21年） | 28                |
| 2010年（平成22年） | 29                |
| 2011年（平成23年） | 36                |
| 2012年（平成24年） | 40                |
| 2013年（平成25年） | 37                |
| 2014年（平成26年） | 36                |
| 2015年（平成27年） | 37                |
| 2016年（平成28年） | 51                |
| 2017年（平成29年） | 59                |
| 2018年（平成30年） | 57                |
| 2019年（令和元年） | 52                |

## 駅周辺
駅東側は工場や運輸倉庫が多く、駅名の由来（先述）となった京セラの工場もある。駅のすぐ北側を名神高速道路が交差するが、駅前には民家はほとんどない。なお、近江鉄道本線（水口・蒲生野線）の八日市方面は駅北側にある赤坂交差点から長谷野駅を経て、同駅から1 km北にある「中野町」という地区まで、滋賀県道13号彦根八日市甲西線とほぼ並行する。
- 京セラ滋賀蒲生工場
- 京セラ滋賀八日市工場
- 布引工業団地
  - 日綜産業八日市機材
  - 松原鉄工所滋賀工場
  - レカロ
- 西久大運輸倉庫関西支店
- 谷川運輸倉庫蒲生倉庫
- 日本パーカライジング関西製造工場
- 願成寺
- 玉緒神社
- 名神高速道路黒丸PA
- 滋賀県道13号彦根八日市甲西線

## 接続交通機関
滋賀県道13号線沿いに「京セラ前駅」停留所があり、バス・タクシーの各路線が経由する。

### バス路線
近江鉄道バス
- 八幡・長峰線
  - 近江八幡駅南口 / 長峰集会所

### タクシー路線
ちょこっとタクシー
- 蒲生エリア
  - 桜川駅と稲垂、長峰、鋳物師の各地区と石塔寺方面を巡回するエリアタクシー（要予約）[5]。

## 他駅との混同
近江鉄道の主要駅では「京セラドーム大阪の最寄駅は京セラ前駅ではない」旨の注意書きが掲示されている。京セラドーム大阪は大阪府大阪市西区にあり、滋賀県にある当駅とは直線距離で70 km以上離れているが、実際に乗り間違えて当駅で降りてしまう人が少なからずいるため、このような注意書きがなされているという。
京セラドーム大阪の実際の最寄り駅としては、Osaka Metro長堀鶴見緑地線のドーム前千代崎駅、阪神なんば線のドーム前駅などがある。なお、阪神におけるドーム前駅の隣駅は「桜川駅」であり、偶然にも当駅の隣の桜川駅と同名となっているためにこれも紛らわしいという話もある。
実際にそのような間違いをする人がいるのかどうかを確かめようとした讀賣テレビ放送（ytv）特別番組『Doしてこうなった!?』（2016年9月13日未明〈12日深夜〉放送。関西ローカル）では、同ドームにおける音楽グループ「嵐」のイベント『嵐のワクワク学校2016』開催日に2組が誤って当駅に訪れた様子が放送されている。この2組はともに関西に土地勘はなく、経路検索アプリなどで「京セラ」と入力したところ「京セラ前駅」が候補で挙がったので、そのまま「京セラドーム大阪の前」にある駅だと思い込み来てしまったという。

## 隣の駅
近江鉄道
■本線（水口・蒲生野線）
大学前駅（OR27） - 京セラ前駅（OR28） - 桜川駅（OR29）

### 記事本文